# Oliver Straube
Oliver Straube (* 13. Dezember 1971 in Schwaikheim) ist ein ehemaliger deutscher Fußballspieler.

## Spielerlaufbahn
Nach drei Jahren beim TSF Ditzingen in der Oberliga Baden-Württemberg wurde Oliver Straube 1993 vom Bundesligisten 1. FC Nürnberg verpflichtet. Er gab am fünften Spieltag der Saison 1993/94 seinen Einstand beim Club. In den nächsten Jahren wurde Straube ein wichtiger Bestandteil des Nürnberger Mittelfelds. Er hielt dem Club auch in der 2. Liga die Treue. Bis zu seinem letzten Spiel für den 1. FC Nürnberg am 19. Mai 1996 absolvierte er insgesamt 62 Spiele, in denen ihm sieben Tore gelangen. In seinem letzten Spiel für Nürnberg gegen den SV Meppen wurde er mit einer Roten Karte vom Platz gestellt.
Straube wechselte zur Saison 1996/97 zum KFC Uerdingen 05 in die 2. Bundesliga. Mit den Krefeldern schaffte er den Klassenerhalt. Die Uerdinger konnten ihn jedoch nicht halten. Straube wechselte im Sommer 1998 zum Hamburger SV. Dort konnte er sich gegen die starke Konkurrenz im Mittelfeld nicht durchsetzen und spielte lediglich sechsmal. Zur Saison 1999/00 wechselte er zum Erstligaaufsteiger SpVgg Unterhaching. Er war Mitglied der ersten Bundesligamannschaft des bayrischen Vereins. Straube hatte mit 30 Saisonspielen und drei Treffern großen Anteil am sensationellen Klassenerhalt. In der folgenden Saison konnte auch er den Abstieg der Unterhachinger nicht verhindern. Er blieb dem Verein aber auch nach dem Abstieg treu. Oliver Straube blieb sogar nach dem direkten Abstieg in die Regionalliga Süd bei der Spielvereinigung und stand noch in acht Spielen auf dem Platz. 
In der Saison 2003/04 spielte er nochmals in der 2. Bundesliga, diesmal hatte sich Straube dem SSV Jahn Regensburg angeschlossen. Nach einer Saison ging er wieder in die Regionalliga Süd zur TuS Koblenz. 
Seine Karriere beendete der ehemalige Bundesligaprofi im Jahr 2006 beim Amateurverein ASV Neumarkt.